# 15 Vol. 1&2
15 Vol. 1&2 je reedice alba největších hitů za patnáctileté historie (1982-1997) skupiny Arakain. Je to spojení alb 15 Vol. 1 a 15 Vol. 2. Album obsahuje průřez celou historií kapely včetně nikdy nevydaných písniček. Na každém nosiči je jeden dosud nevydaný bonus.

## Seznam skladeb

### CD1
| Pořadí | Název           | Délka |
| ------ | --------------- | ----- |
| 1.     | M jako metal    | 02:51 |
| 2.     | Zdař Bůh        | 02:00 |
| 3.     | Chorál          | 04:57 |
| 4.     | Ztráty a nálezy | 04:44 |
| 5.     | Rebel           | 04:32 |
| 6.     | Den potom       | 06:00 |
| 7.     | Excalibur       | 04:52 |
| 8.     | Proč            | 04:56 |
| 9.     | Ku-Klux-Klan    | 04:48 |
| 10.    | Pán bouře       | 04:41 |
| 11.    | Kamennej anděl  | 05:54 |
| 12.    | Kolonie termitů | 04:36 |
| 13.    | Ukolébavka      | 04:29 |
| 14.    | Marilyn         | 04:48 |
| 15.    | Adrian          | 03:59 |
| 16.    | Ghetto          | 04:17 |
| 17.    | Dvory chaosu    | 03:24 |

### CD2
| Pořadí         | Název                 | Délka  |
| -------------- | --------------------- | ------ |
| 1.             | Metalománie           | 03:14  |
| 2.             | Jsem trochu jako      | 04:11  |
| 3.             | Poslední valčík       | 03:47  |
| 4.             | Nesmíš to vzdát       | 05:23  |
| 5.             | Vstávej               | 05:59  |
| 6.             | Krakatit              | 04:37  |
| 7.             | Gladiátor             | 05:08  |
| 8.             | Amadeus               | 04:37  |
| 9.             | Šeherezád             | 06:49  |
| 10.            | Gilotina              | 04:09  |
| 11.            | Zapomeň               | 05:34  |
| 12.            | Harlekýn              | 05:22  |
| 13.            | Brána iluzí           | 05:03  |
| 14.            | Zase spíš v noci sama | 05:37  |
| 15.            | Loutky                | 03:51  |
| 16.            | Je to šílený          | 04:35  |
| Celková délka: | Celková délka:        | 153:44 |